# Иоганн Фридрих (герцог Вюртемберга)
Иоганн Фридрих (нем. Johann Friedrich; 5 мая 1582, Монбельяр — 18 [28] июля 1628, Хайденхайм-на-Бренце) — граф Монбельяра в 1608—1617 годах и герцог Вюртемберга с 1608 года до своей смерти в 1628 году.

## Биография
Представитель Вюртембергского дома. Старший сын герцога Фридриха Вюртембергского (1557—1608) и принцессы Сибиллы Ангальтской (1564—1614).
Иоганн Фридрих был благонамеренным и миролюбивым правителем. Он восстановил конституцию (которая была приостановлена его отцом, Фридрихом I, с учётом изменений, которые никогда не были осуществлены). Он также восстановил власть советов герцога Людвига (которые были отменены Фридрихом I). Его могущественного канцлера Фридриха Маттеуса Энзлина приговорили к пожизненному заключению за растрату и вымогательство, после чего его судили по обвинению в государственной измене, за которую и был казнён на рынке в Урахе в 1613 году. Иоганн Фридрих добился незначительного улучшения положения дел в герцогском доме, однако герцогство всё ещё было обременено долгами, что привело к спорам в семье и, в конечном итоге, к проблемам с монетным двором.
Иоганн Фридрих продолжил многолетние переговоры, которые вёл его отец с другими евангельскими князьями, в результате чего в мае 1608 года в Ахаузене, недалеко от Нордлингена, состоялись переговоры и последовало подписание Евангелической унии. Хотя в 1621 году альянс распался, герцог продолжил быть верным унии. В битве при Вимпфене (26 апреля 1622 года) маркграф Георг Фридрих Баден-Дурлахский был разбит маршалом Иоганном Тилли, а младший брат герцога погиб в битве. Несмотря на соглашение о нейтралитете, победители этой битвы продолжали захватывать северо-западные владения Иоганна Фридриха, а в последующие годы он неоднократно страдал от их разрушительных набегов.
28 мая 1617 года Иоганн Фридрих заключил соглашение со своими многочисленными братьями; старший из его младших братьев, Людвиг Фридрих, получил графство Монбельяр — всё ещё не полностью независимое от Вюртембергского герцогства. Следующий брат, Юлий Фридрих, получил Бренц и Вайльтинген, что привело к появлению двух новых ветвей Вюртембергского дома (младшие линии Вюртемберг-Мемпельгард (вымерла в 1723 году) и Вюртемберг-Вейлтинген (вымерла в 1792 году). Другие его братья, Фридрих Ахилл и Магнус, унаследовали замки Нойенштадт и Нойенбюрг соответственно. Поскольку оба последних брата на момент смерти не были женаты и не имели наследников, их владения было возвращено старшей ветви герцогского дома.

## Семья и наследники
5 ноября 1609 года Иоганн Фридрих женился на Барбаре Софии Бранденбургской, дочери курфюрста Бранденбурга Иоахима Фридриха и его супруги Екатерины Кюстринской. По случаю свадьбы был перестроен Урахский дворец в Бад-Урахе. Брак оказался очень счастливым. У супругов было восемь детей:
- Генриетта (1610—1623)
- Фридрих (1612)
- Антония (1613—1679)
- Эберхард III (1614—1674), герцог Вюртемберга, женат на графине Екатерине Сальм-Кирбургской (1614—1655), затем на графине Марии Доротее Софии Эттингенской (1639—1698)
- Фридрих (1615—1682), герцог Вюртемберг-Нейенштадтский, женат на принцессе Кларе Августе Брауншвейг-Вольфенбюттельской (1632—1700)
- Ульрих (1617—1671), герцог Вюртемберг-Нейенбургский, женат на графине Софии Доротее Сольмс-Зонненвальдской (1622—1648), затем на принцессе Изабелле Аренбергской (1623—1678)
- Анна Иоганна (1619—1679)
- Сибилла (1620—1707), замужем за герцогом Вюртемберг-Мёмпельгарда Леопольдом Фридрихом (1624—1662)